# Science News
Science News est un magazine bihebdomadaire américain fondé en 1922 par la Society for Science & the Public (en). Le magazine est composé de courts articles à propos de développements scientifiques et techniques, typiquement tirés de publications récentes de revues scientifiques et techniques spécialisées.
Le rédacteur en chef est Tom Siegfried depuis 2007. Audible.com offre une version audio de Science News.

## Historique
Le chimiste américain Edwin Emery Slosson (en) est le premier éditeur du magazine. De 1922 à 1966, le magazine se nomme Science News-Letter. Le 12 mars 1966, le titre est changé pour Science News.
Le site web du magazine est refondu en 2008.